# Маршфилд (Миннесота)
Маршфилд (англ. Marshfield) — тауншип в округе Линкольн, Миннесота, США. На 2010 год его население составляло 242 человека. Тауншип был назван в честь первых поселенцев Чарльза Марша и Айры Филд.

## География
По данным Бюро переписи населения США площадь тауншипа составляет 93,2 км², из которых 90,2 км² занимает суша, а 3,0 км² — вода (3,22 %).

## История
В 1873 году была основана деревня Маршфилд (на северо-востоке современного тауншипа), она стала административным центром округа Линкольн. К 1880—1881 годам поселение опустело, и в 1882 году окружной центр переместили в более развивающийся город Лейк-Бентон. 26 июля 1880 года в Совет округа поступила петиция об организации тауншипа Маршфилд как отдельной политической единицы. Первая встреча жителей тауншипа состоялась 14 августа 1880 года, на нём был выбран глава совета тауншипа Дж. Лоутон, члены совета Питер Кролл и С. Манчестер.

## Население
В 2000 году в тауншипе проживал 231 человек. По данным переписи 2010 года население Маршфилд составляло 242 человека (из них 51,2 % мужчин и 48,8 % женщин), было 88 домашних хозяйств и 69 семей. Расовый состав: белые — 97,5 %, две или более рас — 1,2 %. На территории тауншипа расположена 91 постройка со средней плотностью 0,98 построек на один квадратный километр.
Из 88 домашних хозяйств 73,9 % представляли собой совместно проживающие супружеские пары (35,2 % с детьми младше 18 лет), в 1,1 % домохозяйств женщины проживали без мужей, в 3,4 % домохозяйств мужчины проживали без жён, 21,6 % не имели семьи. В среднем домашнее хозяйство вели 2,75 человека, а средний размер семьи — 3,13 человека. В одиночестве проживали 15,9 % населения, 6,8 % составляли одинокие пожилые люди (старше 65 лет).
Население тауншипа по возрастному диапазону распределилось следующим образом: 28,9 % — жители младше 18 лет, 58,3 % — от 18 до 65 лет, и 12,8 % — в возрасте 65 лет и старше. Средний возраст населения — 40,0 лет. На каждые 100 женщин приходилось 105,1 мужчин, при этом на 100 совершеннолетних женщин приходилось уже 112,3 мужчин сопоставимого возраста.
В 2014 году из 172 трудоспособных жителей старше 16 лет имели работу 108 человек. Медианный доход на семью оценивался в 78 333 $, на домашнее хозяйство — в 68 750 $. Доход на душу населения — 27 940 $.